# Al-Faw
Faw (arabisk: الفاو, al-Fāw; alternative skrivemåder Fao eller Fau) er en by i Irak med 105.080(2005) indbyggere på al-Faw-halvøen. Den ligger øst for Umm Qasr mellem Kuwait og Iran ved den Persiske Bugt. Byen ligger ved floden Shatt al-Arab, der danner grænse mod Iran.
Al-Faw-halvøen er Iraks eneste adgang til havet, og derfor af stor betydning. Mange militære operationer har haft som mål at sikre sig dette område i bunden af den Persiske Bugt. Som havneby er Al-Faw ikke af særlig betydning; her er Umm Qasr vigtigere fordi den har landets eneste dybvandskajer.

## Eksterne kilder
- Wikimedia Commons har flere filer relateret til Al-Faw
- Kort over Kuwait, som også viser al-Faw